# Stockelsdorf
Stockelsdorf – gmina w północnych Niemczech w kraju związkowym Szlezwik-Holsztyn, w powiecie Ostholstein. Liczy ok. 16,6 tys. mieszkańców.